# فرودگاه سنت متیو د بلیل
فرودگاه سنت متیو د بلیل (به انگلیسی: Saint-Mathieu-de-Beloeil Aerodrome) یک فرودگاه همگانی است که یک باند فرود آسفالت دارد و طول باند آن ۷۹۲ متر است. این فرودگاه در کشور کانادا قرار دارد و در ارتفاع ۱۴ متری از سطح دریا واقع شده است.